# Poliklinik Karoliniškės

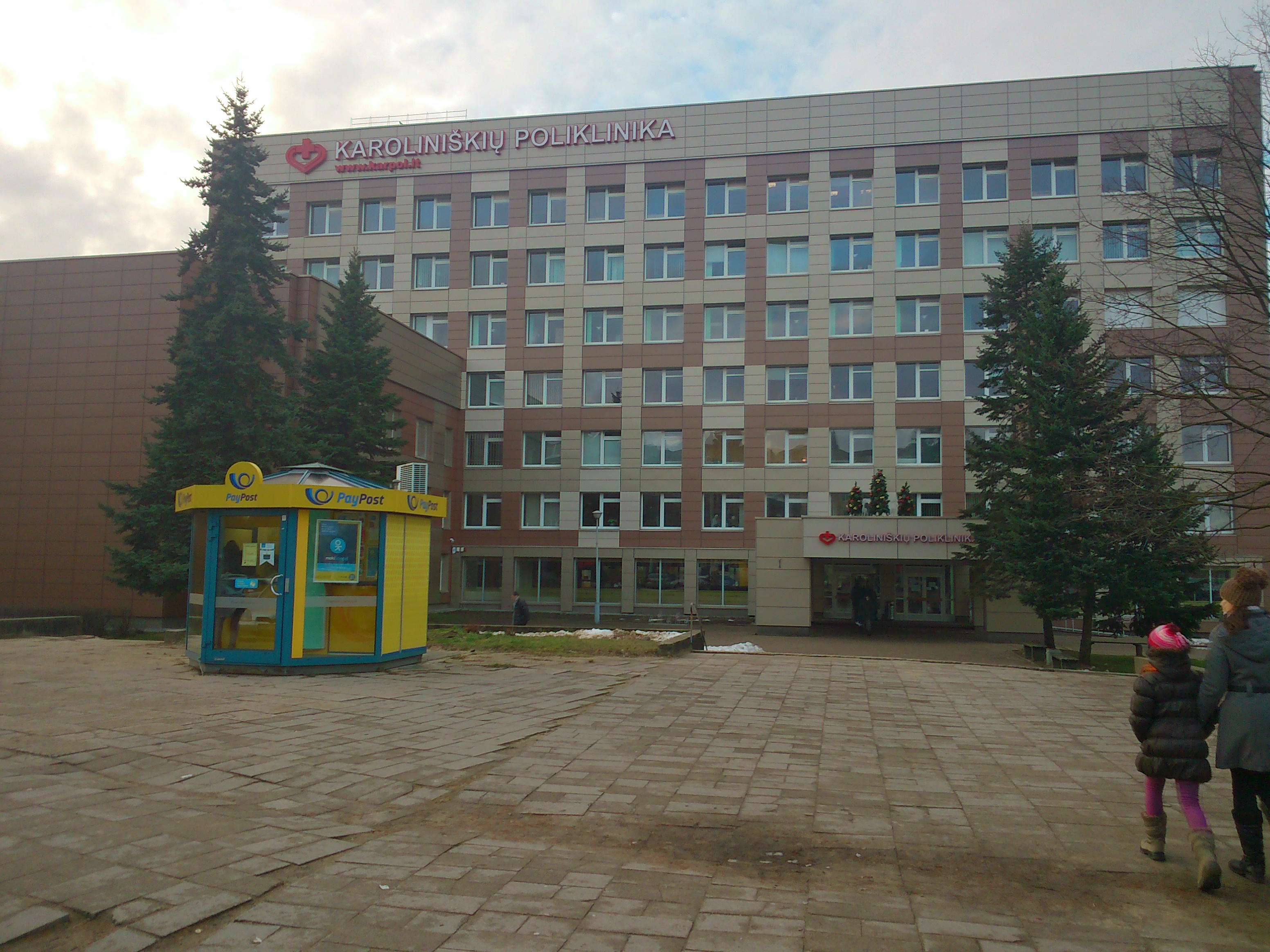
Hauptgebäude

Die Poliklinik Karoliniškės (lit. Karoliniškių poliklinika) ist eine Poliklinik in der litauischen Hauptstadt Vilnius, im Stadtteil Karoliniškės. 
Den Bereitschaftsdienst samstags leisten die Hausärzte, Internisten, Kinderärzte und Zahnärzte. Mehr als 86.000 Patienten sind angemeldet. Es gibt fast 1.000.000 Visiten (Termine) pro Jahr, fast 300.000 Konsultationen und mehr als 500.000 Laboruntersuchungen pro Jahr.
Adresse der Zentrale: L. Asanavičiūtės g. 27a, 04318 Vilnius.

## Geschichte
Die sowjetlitauische Poliklinik Karoliniškės wurde 1976 in der Sowjetunion gebaut und eröffnet. Die heutige Öffentliche Anstalt wurde am 18. Dezember 1997 eingetragen. Der Träger ist die Stadtgemeinde Vilnius. Laut dem Beschluss Nr. 1-910 des Stadtrats von Vilnius vom 31. März 2021 wurde die Poliklinik Lazdynai reorganisiert und mit der  Poliklinik Karoliniškės zusammengelegt. 
2024 beschäftigte man 700 Mitarbeiter. 

## Struktur
- Hauptgebäude der Poliklinik, L. Asanavičiūtės g. 27a, Karoliniškės
- Lazdynų sveikatos priežiūros centras, Erfurto g. 15, Lazdynai
- Lazdynų sveikatos priežiūros centras, Architektų g. 17, Lazdynai
- Pilaitės sveikatos priežiūros centras, Karaliaučiaus g. 11, Pilaitė

## Abteilungen
- Allgemeinmedizin
  - 1. Abteilung der Hausärzte
  - 2. Abteilung der Hausärzte
  - Lazdynai SPC Hausärztliche Abteilung
  - Pilaitė SPC Abteilung für Hausärzte
- Büro für Präventivkrankheiten
- Klinik für Frauenheilkunde
- Abteilung für Chirurgie
- Tagesklinik für Chirurgie
- Abteilung für Physikalische Medizin und Rehabilitation
- Klinisches Labor
- Konsultationsabteilung
- Zahnklinik
- Zentrum für psychische Gesundheit
  - Zentrum für psychische Gesundheit der Poliklinik Karoliniškės
  - Psychiatrische Tagesklinik für Erwachsene
  - Psychiatrische Tagesklinik für Kinder und Jugendliche
  - Zentrum für psychische Gesundheit von Lazdynai SPC
- Abteilung für Radiologie und Funktionsdiagnostik
- Abteilung für pädiatrische Krankheiten
- Abteilung für Krankenpflege und Palliativmedizin
- Gesundheitszentrum für Kinder und Jugendliche  (bis zum Alter von 29 Jahren)